# Farfugium
Farfugium é um género botânico pertencente à família Asteraceae.